# WinSCP
WinSCP — свободный графический клиент протоколов SFTP и SCP, предназначенный для Windows. Распространяется по лицензии GNU GPL. Обеспечивает защищённое копирование файлов между компьютером и серверами, поддерживающими эти протоколы.

## Основные возможности программы
- Графический интерфейс в стиле Norton Commander и как в проводнике Windows Explorer (на выбор).
- Все основные файловые операции — копирование, удаление и т. д.
- Автоматизация при помощи скриптов и интерфейса командной строки.
- Интеграция с Pageant (PuTTY Agent) с поддержкой авторизации по открытым ключам.
- Интеграция с Windows (поддержка Drag&Drop, ярлыков, поддержка схем URL).
- Работа с ключами и версиями протокола SSH.
- Встроенный текстовый редактор.
- Поддержка различных типов авторизации: по паролю, аутентификации с открытым ключом, Kerberos.
- Возможность сохранять настройки соединений.
- Синхронизация папок по нескольким автоматическим и полуавтоматическим алгоритмам.
- Локализации интерфейса для нескольких десятков языков, в том числе русского.
- Возможность работы с использованием файла конфигурации вместо хранения настроек в реестре, что удобно при запуске с переносных носителей.
- Поддержка протоколов SFTP и SCP поверх SSH-1 и SSH-2, а также FTP.
- Плагин для поддержки протокола SFTP в программе FAR Manager.

### WinSCP как удаленный редактор
WinSCP может действовать как удаленный редактор. Когда пользователь щелкает (текстовый) файл в удаленном файловом менеджере, он передает файл на локальный компьютер и открывает его во встроенном редакторе, позволяя пользователям редактировать его локально, как и любой другой текстовый файл. В качестве альтернативы пользователь может выбрать локальные редакторы на основе расширений файлов. Всякий раз, когда документ сохраняется, удаленная версия обновляется автоматически.